# Fárs
Provincie Fárs (persky استان فارس‎) je jednou z íránských provincií se správním městem Šíráz.
tato provincie je také známá jako Farsistan.

## Etymologie
Název provincie Fárs pochází ze staroperského slova Pársa (Parsua)(𐎱𐎠𐎼𐎿), což byl původní název indoevropského etnika Peršanů a později i jejich země. Výraz Fárs je arabizovaná forma tohoto slova. V Evropě se během antiky vžil řecký název Persis, přenesený ve formě Persie od 6. století př. n. l. na většinu íránských krajů.

## Administrativní rozdělení
Provincie Fárs se nachází na jihu Íránu. Na západě sousedí s provincií Búšehr, na jihu s provincií Hormozgán, na východě s provinciemi Jazd a Kermán na severu s Isfahánem.
Provincie Fárs se administrativně dělí na 24 krajů.